# 古驿镇 (襄阳市)
古驿镇，是中华人民共和国湖北省襄阳市襄州区下辖的一个行政建制镇。
原名吕堰，“吕”来自吕姓居民，“堰”来自堰塘。后有吕堰驿。吕堰驿是襄阳县及襄阳府“南通湖广，北达京都” 最大的驿站。清代除吕堰驿外，设吕堰巡檢司。古驿镇黄渠河大桥南有明朝“湖广北界碑”，是当时湖广与河南的界碑。1996年，列为湖南省文物保护单位。

## 行政区划
古驿镇下辖以下地区：
古驿社区、黄渠社区、吕镇村、孙寨村、西马村、李岗村、金王村、大营村、小营村、外沟村、西尹村、大张村、张巷村、岳岗村、王楼村、后咀村、前刘村、下涂村、下张村、张桥村、东吴村、罗岗村、新庄村、黄渠河村、张坡村、二房村、安沟村、余沟村、宋湾村、唐吕村、余咀村、高王庄村和园艺场村。